# Río Amanauz
El río Amanauz (en ruso: Аманауз) es un río del Gran Cáucaso en el distrito de Karacháyevsk de la república de Karacháyevo-Cherkesia del sur de Rusia, en la reserva natural de Teberdá. Es afluente (un componente en realidad) por la izquierda del río Teberdá.

## Curso

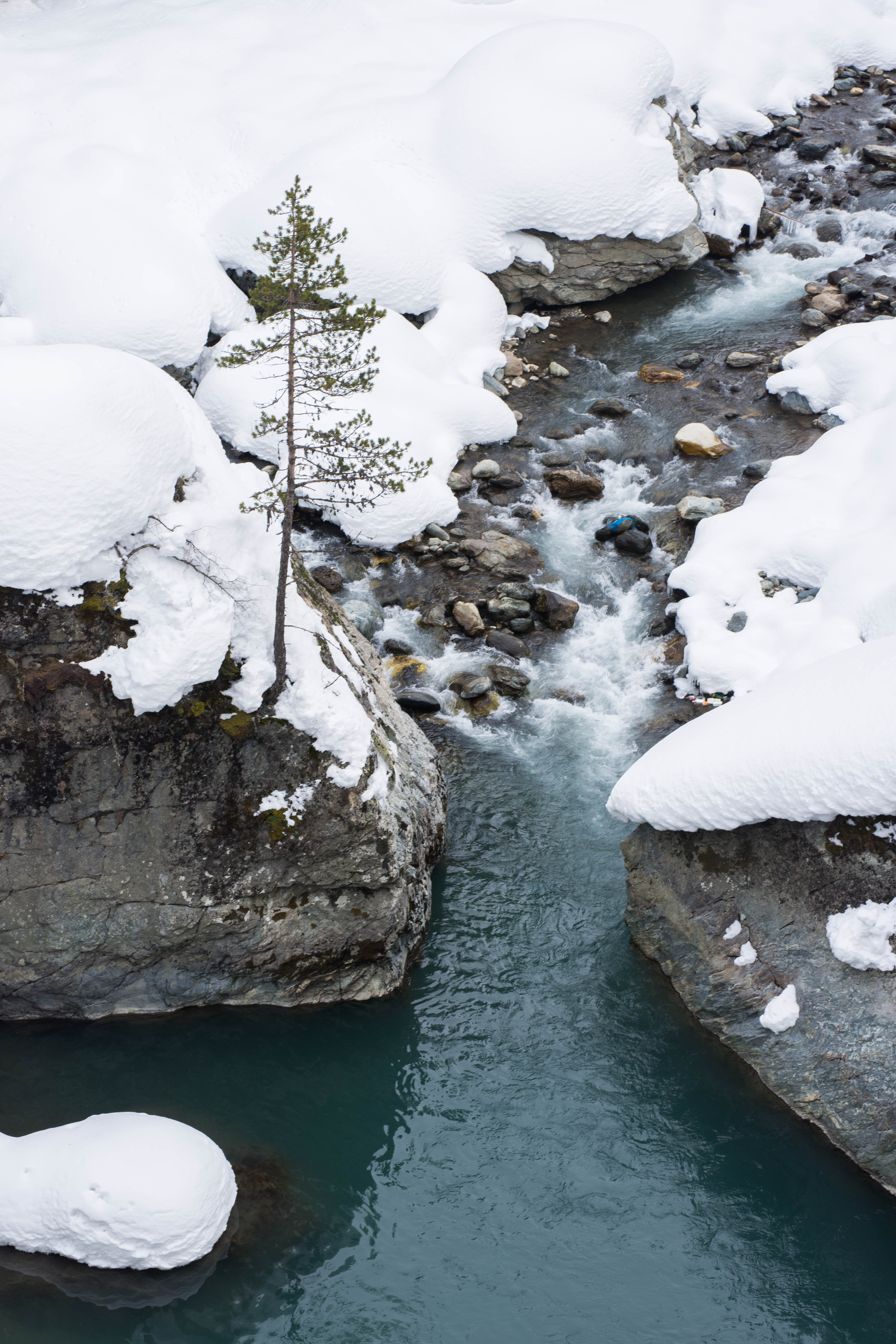
Foto del río Amanauz en su curso alto.

El río nace en el glaciar situado en las vertientes septentrionales de los picos Belalakaya (3861 m, al oeste), Sufrudzhu (3780 m, al suroeste), Amanauzbashi (3752 m, al sur) y Dzhuguturliuchat (3896 m, al este). Su curso, 11 km en dirección predominantemente al norte, desciende abruptamente, formando cascadas como Chortova Melnitsa. Poco después llega a la localidad turística de Dombái, donde recibe a sus principales afluentes por la izquierda (río Alibek) y por la derecha (río Dombái-Ulguén). El río sigue al norte por su estrecho valle de alta montaña, recibiendo por su orilla izquierda las aguas del río Juti que desciende de los picos Semiónov-Bashi y Bolshói Juti, para poco después confluir con el Gonachjir que viene por un valle desde el este, y formar el río Teberdá. Su cuenca cubre 177 km2.